# Reigne
La Reigne est une modeste rivière qui prend source dans l'étang de la Font à Lure, lui-même alimenté par des résurgences de l'Ognon. Après avoir été alimentée par le ruisseau Notre-Dame, puis par le Bourbier, la Reigne s'écoule jusqu'à Magny-Vernois, avant de se jeter dans l'Ognon en aval de Vouhenans. Le Noiraud, un ruisseau a des résurgences dans la Reigne.

## Géographie
De 5,9 km de longueur

## Activité humaine
À la suite de la découverte de silex travaillés à Magny-Vernois par un habitant, celui-ci fouilla les alentours du village, ce qui permit à des prospections d'être menées. Des traces d'activité humaines du Magdalénien  furent mises au jour sur une terrasse de la rive gauche de la Reigne, et dans le lieu-dit du Razou. De nombreuses pointes à dos courbe datées de l'Épipaléolithique ont également été découvertes au marais dans le lieu-dit L'Athée,.

## Affluents
La Reigne a deux affluents référencés :
- Le Picot, avec trois affluents :
  - le Bauvier,
  - le Bourbier, avec un affluent :
  - le ruisseau Notre-Dame avec un affluent :
    - le ruisseau de la Fontaine aux Chartons,
- le Razou, avec un affluent :
  - le ruisseau de Velotte,

Le rang de Strahler est donc de quatre.